# Preussia clavispora
Preussia clavispora är en svampart som beskrevs av Guarro 1990. Preussia clavispora ingår i släktet Preussia och familjen Sporormiaceae.   Inga underarter finns listade i Catalogue of Life.